# Marek Trippenbach
Marek Trippenbach (ur. 1958 w Warszawie) – polski fizyk, profesor zwyczajny.

## Życiorys
Ukończył studia na Uniwersytecie Warszawskim w 1982 i rozpoczął studia doktorskie w Polskiej Akademii Nauk. Pracę doktorską Wybrane zagadnienia dotyczące jonizacji atomów w polu silnej fali laserowej obronił w 1988 (promotorem był Kazimierz Rzążewski). W 1998 habilitował się na podstawie pracy Przestrzenno-czasowe aspekty propagacji fal świetlnych w ośrodkach dyspersyjnych (recenzenci – Wojciech Gawlik, Kazimierz Rzążewski, Krzysztof Wódkiewicz). 13 stycznia 2009 uzyskał tytuł profesora nauk fizycznych.
Zajmuje się optyką kwantową i nieliniową oraz teorią zimnych atomów.
Był promotorem 4 oraz recenzentem 13 prac doktorskich i habilitacyjnych.
Od 2008 do 2016 był prodziekanem do spraw badań naukowych i współpracy z innymi ośrodkami.
W 2022 otrzymał tytuł doktora honoris causa wietnamskiego Uniwersytetu w Vinh.